# Onthophagus tamijii
Onthophagus tamijii es una especie de insecto del género Onthophagus, familia Scarabaeidae, orden Coleoptera.
Fue descrita científicamente por Kon, Sakai & Ochi en 2000.